# Croix Fromage
La croix Fromage (ou croix de Fromage) est une croix de chemin d'Omerville, en France.

## Description
La croix se situe au centre d'Omerville dans l'ouest du Val-d'Oise. Elle occupe un emplacement sur un terre-plein gazonné au milieu de la place Saint-Martin, près du cimetière et du manoir de Mornay-Villarceaux.
Il s'agit d'une croix de chemins monolithique en calcaire ; à la manière des croix pattées du Vexin, ses quatre bras sont très courts, d'égale longueur, étroits au niveau du centre et évasés à leur périphérie. À la différence des autres croix pattées, la croix Fromage est inscrite dans un disque. Elle est montée sur un fût cylindrique d'environ 2,50 m qui se rétrécit légèrement au sommet, lui-même posé sur un petit socle de section carrée.
Une autre croix pattée, nettement plus petite, se situe à proximité de là, près de l'église Saint-Martin, rue du Presbytère.

## Historique
Les croix pattées sont considérées comme emblématiques du Vexin français, bien qu'il n'en subsiste plus que 17 ou 18 sur le territoire de cette région. La date de construction de la croix Fromage n'est pas connue ; on a émis l'hypothèse qu'elle a été ramenée à Omerville pendant la Révolution française, depuis la commanderie hospitalière de Louvier-Vaumion proche, voire de la Commanderie templière de la Villedieu.
Un plan du XVIIIe siècle fait déjà figurer à cet endroit une croix, mais on ignore s'il s'agit de la même.
Au vu de sa forme générale, il a également été prétendu qu'il pourrait s'agir d'un menhir christianisé.
La croix tirerait son nom des fromages ronds fabriqués à la ferme du manoir de Mornay-Villarceaux, et vendus au XIXe siècle sur la place.
La croix est inscrite au titre des monuments historiques le 2 mai 1927.